# Хайбуллино (Белорецкий район)
Хайбу́ллино (баш. Хәйбулла) — деревня в Белорецком районе Республики Башкортостан России. Входит в состав Зигазинского сельсовета.

## География

### Географическое положение
Расстояние до:
- районного центра (Белорецк): 135 км,
- центра сельсовета (Зигаза): 35 км,
- ближайшей ж.-д. станции (Белорецк): 157 км.

## Население
| 2002 | 2009 | 2010 |
| ---- | ---- | ---- |
| 65   | ↘37  | ↘27  |

Согласно переписи 2002 года, преобладающая национальность — башкиры (98 %).